# Stattzeitung für Südbaden
Die Stattzeitung für Südbaden war eine Zeitschrift, die in Südbaden und Mittelbaden verbreitet war und dort in der linksalternativen Szene gelesen wurde. Sie erschien in unregelmäßigen Abständen viermal pro Jahr. Die erste Ausgabe erschien 1989. Herausgeberin der Stattzeitung für Südbaden ist ein ehrenamtlich arbeitendes Redaktionskollektiv namens „Initiative für Kultur und Vernetzung in Südbaden“. Die in Renchen erschienene Zeitschrift versteht sich als Sprachrohr linker Initiativen und Organisationen. Schwerpunkte der Berichterstattung sind Politik und Kultur mit regionalem Fokus. Am 3. Juli 2010 wurde die Zeitung eingestellt.
Die Stattzeitung für Südbaden entstand aus einem „Initiativen-Plenum“ im „Schneckenhaus“, einer Freien Schule in Offenburg. Mitglieder waren verschiedene politisch und kulturell tätige Gruppen und Initiativen aus den Bereichen Theater, Musik, Kino, Ökologie, Friedensarbeit, Projekte/Betriebe mit Selbstverwaltung, Flüchtlingsarbeit, Antifaschismus und aus verschiedenen Frauengruppen. Das Ziel sollte sein, mehr Kommunikation und Koordination unter den verschiedenen Gruppen zu erreichen, einen Informations- und Erfahrungsaustausch zu gewährleisten. Die Zeitschrift sollte dem Plenum als Sprachrohr dienen. Es gab bereits einige Vorläufer, wie die Et cetera, Jugendzeitung im Kinzigtal (Anfang 1973), Treibsand, Zeitung für das Kinzigtal (ab 1979), Kinzigtäler Volkszeitung (KVZ, ab 1985), oder der Ortenauer Generalanzweifler, Forum für Politik und Kultur (ab 1983). Die Redaktion löste sich kurz nach ihrer Gründung vom Initiativenplenum, das heute nicht mehr existiert, gelöst und gab die Stattzeitung für Südbaden in eigener Verantwortung heraus.
Der Titel war bis zur Ausgabe 27 im Jahr 1996 Stattzeitung für die Ortenau, seither heißt er Stattzeitung für Südbaden. Diese Änderung des Titels bringt den seit Mitte der 1990er Jahre erweiterten räumlichen Bezug zum Ausdruck – so ist Freiburg im Breisgau mittlerweile zu einem auffälligen lokalen Schwerpunkt der Berichte geworden.